# 沙滕多夫
沙滕多夫是奥地利布尔根兰州马特斯堡县的一个市镇。总面积12.12平方公里，总人口2465人，人口密度203.4人/平方公里（2001年）。